# Mézières-sous-Lavardin

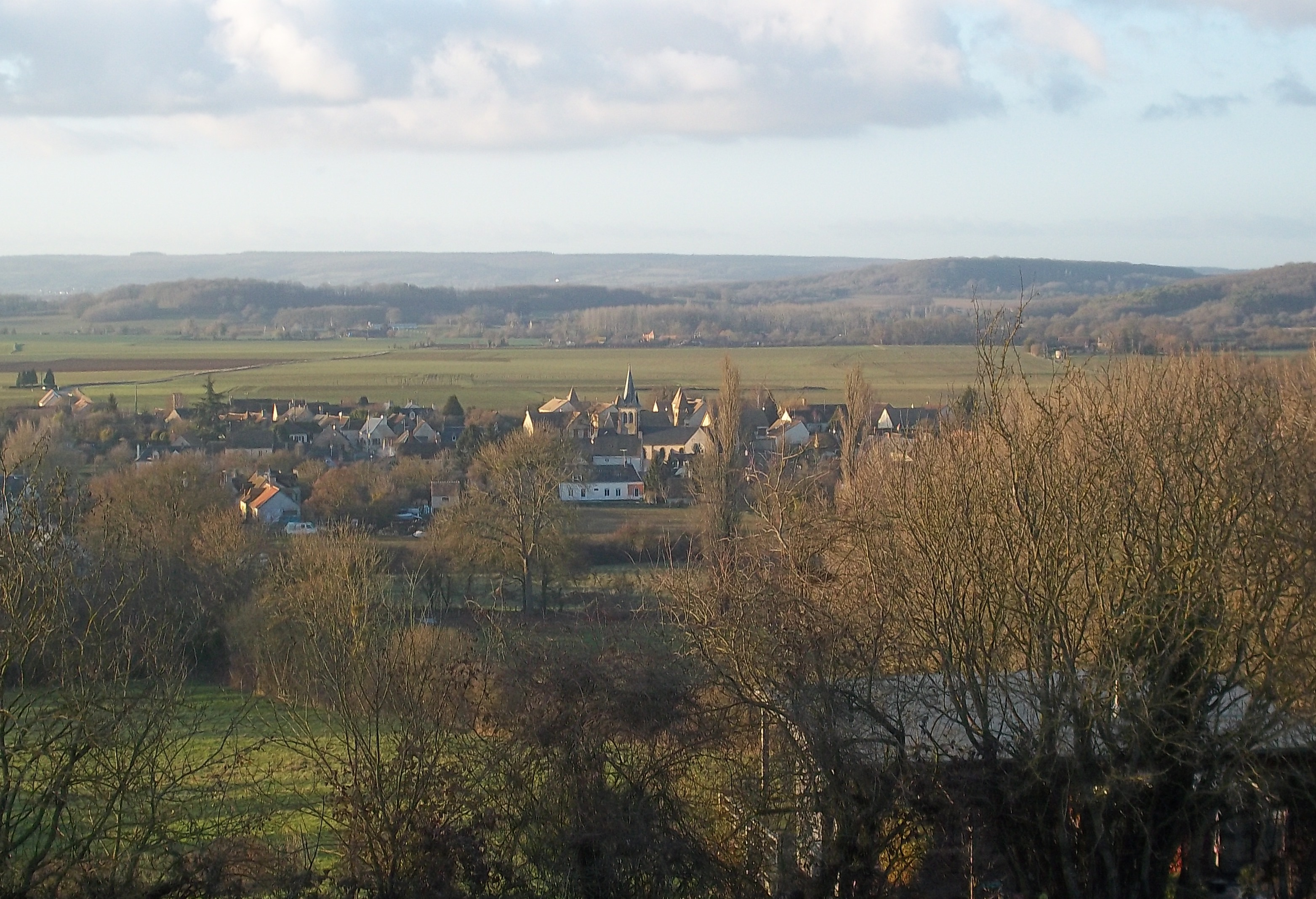
Mézières-sous-Lavardin (2017)

Mézières-sous-Lavardin ist eine französische Gemeinde mit 679 Einwohnern (Stand: 1. Januar 2022) im Département Sarthe in der Region Pays de la Loire. Sie gehört zum Arrondissement  Mamers und zum Kanton Loué (bis 2015: Kanton Conlie). Die Einwohner werden Mézièrois genannt.

## Geographie
Mézières-sous-Lavardin liegt etwa 22 Kilometer nordnordwestlich von Le Mans. Umgeben wird Mézières-sous-Lavardin von den Nachbargemeinden Vernie im Norden und Nordwesten, Assé-le-Riboul im Norden und Nordosten, Le Tronchet im Nordosten, Saint-Jean-d’Assé im Osten, Saint-Sabine-sur-Longève im Osten und Südosten, Domfront-en-Champagne im Süden, Conlie im Süden und Südwesten sowie Neuvillalais im Westen.

## Bevölkerungsentwicklung
| Jahr                      | 1962 | 1968 | 1975 | 1982 | 1990 | 1999 | 2007 | 2013 |
| Einwohner                 | 526  | 447  | 335  | 291  | 379  | 415  | 560  | 711  |
| Quelle: Cassini und INSEE |      |      |      |      |      |      |      |      |

## Sehenswürdigkeiten
- Kirche Saint-Pierre
- Herrenhaus von La Corbinière aus dem 15. Jahrhundert
- Schloss von Vieux-Lavardin
- Komtur von Le Gué-Lian
- Burg von Perrochel